# Uchodźcy polscy na Litwie
Uchodźcy polscy na Litwie – kilkadziesiąt tysięcy obywateli polskich, którzy w czasie II wojny światowej stali się uchodźcami na Litwie. Szacuje się, że w latach 1939–1940 na Litwie znalazło się ok. 13 tys. internowanych żołnierzy Wojska Polskiego oraz ok. 25 tys. uchodźców cywilnych, spośród których znaczna część była narodowości żydowskiej.
Przed II wojną światową granica polsko-litewska biegła na odcinku długości 521 km i w takim kształcie istniała do 28 września 1939 roku. Pierwsi internowani żołnierze przekroczyli polsko-litewską granicę (określaną przez stronę litewską „linią demarkacyjną” od czasu utworzenia Republiki Litwy Środkowej i wyborów w 1922 roku do lokalnego sejmu, który zadecydował o przyłączeniu tych terenów do Polski) 18 września 1939 i spotkali się raczej z dobrym przyjęciem ze strony Litwinów. Migracja Polaków zwiększyła się po tym, jak Związek Sowiecki przekazał Litwie Wileńszczyznę 28 października 1939. W wyniku działań wojennych w czasie wojny obronnej na terytorium Litwy znalazło się około czterdziestu tysięcy obywateli polskich.
Na granicy polsko-litewskiej znalazł się również Marian Chodacki, ostatni Komisarz Generalny Rzeczypospolitej Polskiej w Wolnym Mieście Gdańsku, który został aresztowany 1 września 1939 przez Niemców. Wskutek protestów wydalonego z terytorium Gdańska Wysokiego Komisarza Ligi Narodów Carla Jakoba Burckhardta, Niemcy 5 września 1939 wywieźli Chodackiego wraz z częścią pracowników Komisariatu na granicę z Litwą i tam wypuścili.

## Stosunek władz litewskich
Organy administracyjne Litwy niezbyt skutecznie usiłowały przeciwdziałać napływowi uchodźców, tylko w nielicznych przypadkach udzielając zgody na wjazd Polaków na Litwę, a w styczniu 1940 wydano zarządzenie o wydalaniu osób nielegalnie przekraczających granicę. Władze litewskie w stosunku do będących znacznym problemem gospodarczym i politycznym Polaków wydawały rozporządzenia w znacznym stopniu ograniczające ich prawa. Jako „obywatele państwa, które było wrogie Litwie nie mogli należeć do organizacji politycznych, wypowiadać się publicznie w sprawach porządku i życia na Litwie, brać udziału w dyskusjach, zgromadzeniach i pochodach, wygłaszać wykładów i publikować w prasie zagranicznej. Zakazy te były o tyle uzasadnione, że uchodźcy rozpowszechniali pogłoski o odrodzeniu się Polski i inkorporacji do niej Litwy, agitowali przeciwko podporządkowywaniu się litewskiej administracji. Kolportowane były ulotki antylitewskie. Zdarzyły się ataki na litewskie posterunki, a najsilniejsze wrogie nastawienie przejawiali byli urzędnicy i wojskowi, niższe warstwy społeczne nie przejawiały tak intensywnie propolskich postaw. Obchodząc obowiązek rejestracji jako uchodźcy, w Wilnie i na Wileńszczyźnie zaczęto tworzyć konspirację polską, mającą na celu działalność antyniemiecką, antysowiecką i antylitewską. W styczniu 1940 władze zlikwidowały Organizację Polski Walczącej i Organizację Orła Białego „dążące do odrodzenia Polski drogą walki zbrojnej i utrzymania Wilna dla Polski”, których większość członków konspiracji pochodziła spoza Wileńszczyzny.
Przybycie licznych obywateli polskich stało w sprzeczności z rządowymi planami lituanizacji Wilna i okolic, w ramach których prowadzono przesiedlenia. Społeczność żydowska zdołała przekonać władze litewskie, że wskutek wysiedlenia uchodźców żydowskich uszczerbku dozna życie gospodarcze miasta, co spotkało się z częściową akceptacją. Pozostawiono w Wilnie także pisarzy i dziennikarzy żydowskich.
Litewski komisarz ds. uchodźców wojennych postulował stopniową likwidację prowadzonych przez Litewski Czerwony Krzyż schronisk i punktów pomocy dla uchodźców oraz likwidację zapomóg dla osób planujących pozostanie na terenie Litwy. Od początku dokonywano przymusowych przesiedleń, a osoby ukrywające się karano półrocznym aresztem.
Aby zapanować nad uchodźcami nie respektującymi litewskich przepisów, litewskie władze administracyjne 1 czerwca 1940 utworzyły obóz koncentracyjny dla Polaków w Podbrodziu.
Jednocześnie rząd litewski zabiegał o to, by jak najwięcej znajdujących się na terytorium państwa Polaków wyjechało za granicę. Nieskutecznie usiłowano wysłać do Wielkiej Brytanii, Stanów Zjednoczonych i Argentyny po 10 000 obywateli polskich. Dania, Szwecja i Norwegia nie wyraziły zgody na przyjęcie nawet po 1000 uchodźców, a dla Żydów próbujących wyemigrować do Palestyny władze brytyjskie określiły limit 200 ludzi. Uchodźcy z Polski korzystali z napływającej z zagranicy pomocy, organizowanej przez środowiska polskie i żydowskie z USA oraz inne międzynarodowe organizacje. Pomoc szacuje się na 7,2 mln litów, z czego niemal 35% pochodziło z budżetu rządu Litwy.
W początkowym okresie władze litewskie milcząco przyzwalały na ucieczki z obozów internowanych żołnierzy, którzy przedostawali się na Zachód do sprzymierzonych Wielkiej Brytanii i Francji. Powodowało to naciski Niemiec na rząd litewski. Wpływy hitlerowskie spowodowały zaniechanie przewożenia przez szwedzkie linie lotnicze obywateli polskich w wieku 18–50 lat z terytorium Litwy, nawet w przypadku posiadania przez nich stosownych wiz.
Jesienią 1939 Litwa podjęła rozmowy na temat zwrotu uchodźców, którzy pochodzili z polskich terytoriów zajętych przez III Rzeszę i Związek Sowiecki. Hitlerowskie Niemcy były zainteresowane tylko tymi cywilami i żołnierzami, którzy nadawaliby się do pracy w rolnictwie. W październiku 1939 roku rząd Litwy podjął decyzję o zwolnieniu internowanych pochodzących z Wileńszczyzny i postanowił przekazać Związkowi Sowieckiemu oraz Niemcom internowanych z terytoriów okupowanych przez te państwa. Niemcy zgodzili się przyjąć tylko żołnierzy pochodzenia niemieckiego, potem także tych nadających się do pracy na roli oraz – na skutek zabiegów litewskich – także robotników i członków rozdzielonych rodzin. Spośród policjantów hitlerowcy przyjęli tych, który godzili się na służbę w policji w Generalnym Gubernatorstwie. Z obozów zwalniano też niezdolnych do służby wojskowej, cywilów oraz obywateli litewskich.
Litewski poseł w Berlinie, Kazys Škirpa, proponował swojemu rządowi, by ten stworzył Polakom takie warunki, by oni sami zaczęli starać się o wyjazd. Postulował nawet, by nadać status uchodźców polskim urzędnikom i osadnikom, którzy znaleźli się w latach międzywojennych na opanowanym obecnie przez Litwę terytorium Wileńszczyzny. Stało to w sprzeczności z obowiązującymi Litwę jako państwo neutralne przepisami międzynarodowymi.

## Warunki w obozach internowania
Do 26 września 1939 roku w kilku obozach internowano 12 767 żołnierzy i policjantów. W największym z nich, w Połądze, znalazło się ok. 4 tys. osób. W obozach funkcjonowały biblioteki, do stycznia 1940 dozwolone było słuchanie radia. Radioodbiorniki jednak odebrano, gdyż okazało się, że zasłyszane w radiu wiadomości internowani wykorzystywali do rozprzestrzenia „różnych pogłosek”. Internowani mogli swobodnie odprawiać obrzędy religijne. Mogły ich także odwiedzać rodziny. Zorganizowano chóry i kółka teatralne, wydawano gazetki. Powszechnie dochodziło do nawiązywania stosunków z miejscową litewską ludnością, w obozach dostępny był alkohol, dochodziło do spotkań towarzyskich, przekazywano korespondencję. Władze litewskie były alarmowane przez funkcjonujące na obszarze Prus Wschodnich Gestapo o kontaktach polskich oficerów z konspiracją na Wileńszczyźnie oraz wywiadem francuskim i brytyjskim. 25 października 1939 roku w obozie w Rakiszkach wybuchły zamieszki między polskimi oficerami i kadetami a polskimi żołnierzami. „Potem oficerowie zaczęli strzelać do litewskich strażników”. Po stłumieniu buntu zagrozili, że następnym razem lepiej się przygotują. Około 2500 internowanych uciekło z obozów, co wynikało z faktu, że niektóre z tych placówek miały dogodne do tego warunki, a straż była słaba. Ucieczki te wywoływały noty protestacyjne Związku Sowieckiego i Niemiec do władz litewskich.

## Okupacja sowiecka
Po 15 czerwca 1940, w początkowym okresie sowieckiej okupacji Litwy nadal istniały sprzyjające warunki do ucieczek, rygor zaostrzono już 21 czerwca, lecz nadal zdarzały się ucieczki. W lipcu 1940 NKWD z litewskich obozów dla internowanych przejęło 4373 osadzonych. Na mocy tajnej decyzji rządu radzieckiego uchodźcom miało zostać nadane obywatelstwo sowieckie, przy czym osoby odmawiające jego przyjęcia miały zostać aresztowane, podobnie jak policjanci, fabrykanci i posiadacze ziemscy. Zarejestrowano 18 tys. uchodźców, z których jako „elementy kontrrewolucyjne” określono 975, a 1822 odmówiło przyjęcia obywatelstwa.